# Nina Yefimova
Nina Yefimova (1971 - 9 mai 1996 à Grozny) est une journaliste pour Vozrozhdeniye (Renouveau), un journal local de langue russe dans la capitale tchétchène Grozny. Elle est la 18e journaliste à être tuée en Tchétchénie depuis l'escalade des combats en décembre 1994.

## Meurtre de la journaliste
Le 9 mai 1996, Nina Yefimova, 25 ans, a été retrouvée morte d'une balle dans la nuque. Sa mère de 73 ans a également été tuée, après qu'ils eurent tous deux été enlevés de leur appartement à la périphérie de Grozny. Le corps de Nina Yefimova est retrouvé le lendemain matin dans le district Leninsky de Grozny, tandis que celui de sa mère est retrouvée ce soir-là dans une usine de conserves déserte à Grozny.
Les journalistes de Grozny et de Moscou pensent que son meurtre est lié à des articles qu'elle avait publiés sur la criminalité en Tchétchénie. Un responsable local des forces de l'ordre qui a refusé de donner son nom aux journalistes a affirmé que le meurtre avait été commis "pour des raisons privées". Le journal de Nina Yefimova est décrit comme "relativement indépendant" par la Glasnost Defence Foundation, un groupe de surveillance des médias de Moscou. A cette époque, tous les médias en Tchétchénie étaient contrôlés par le gouvernement installé à Moscou de Dokou Zavgaïev.